# Lars Kern

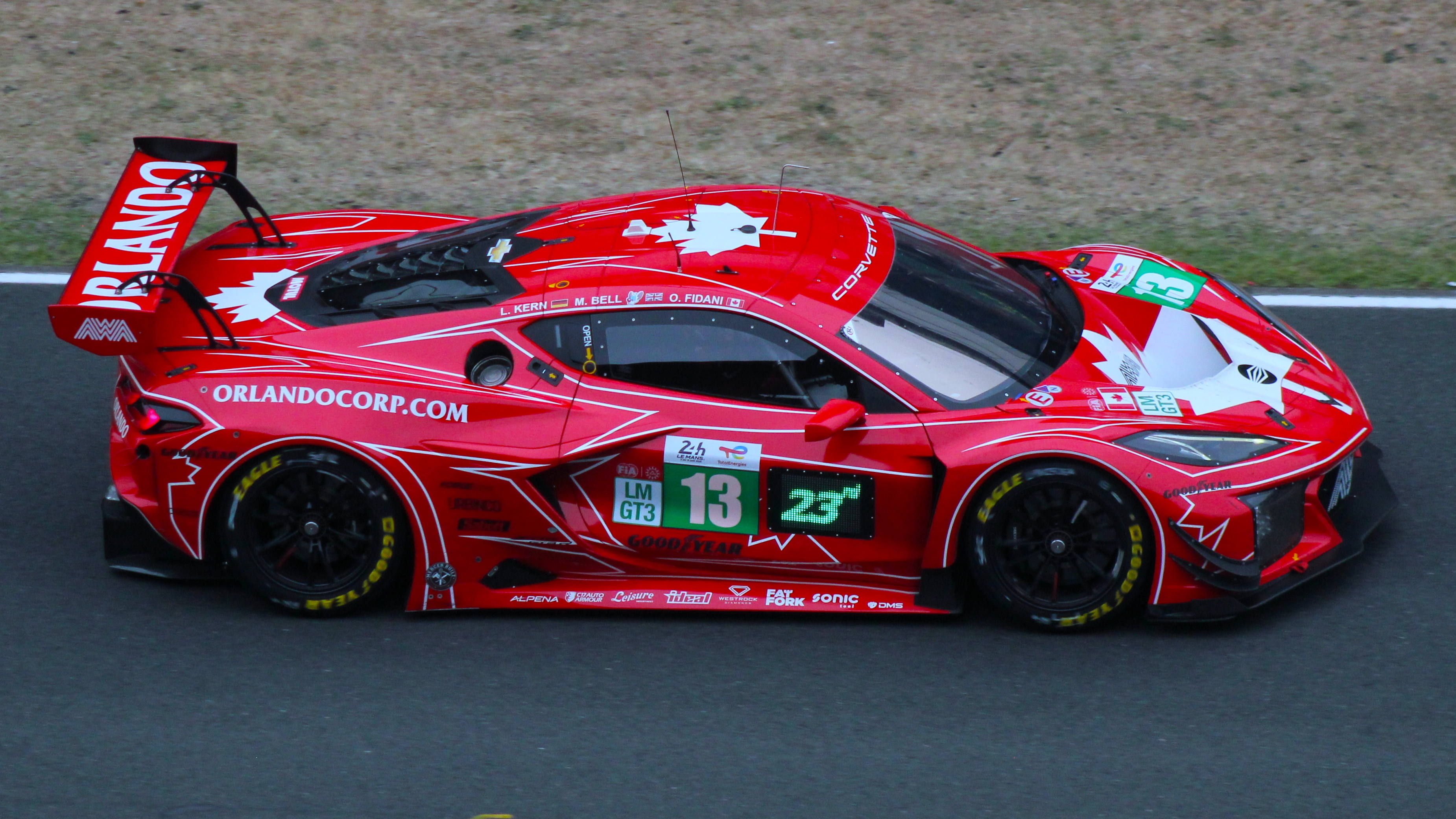
Der von Lars Kern beim 24-Stunden-Rennen von Le Mans 2025 gefahrene Chevrolet Corvette Z06 GT3.R

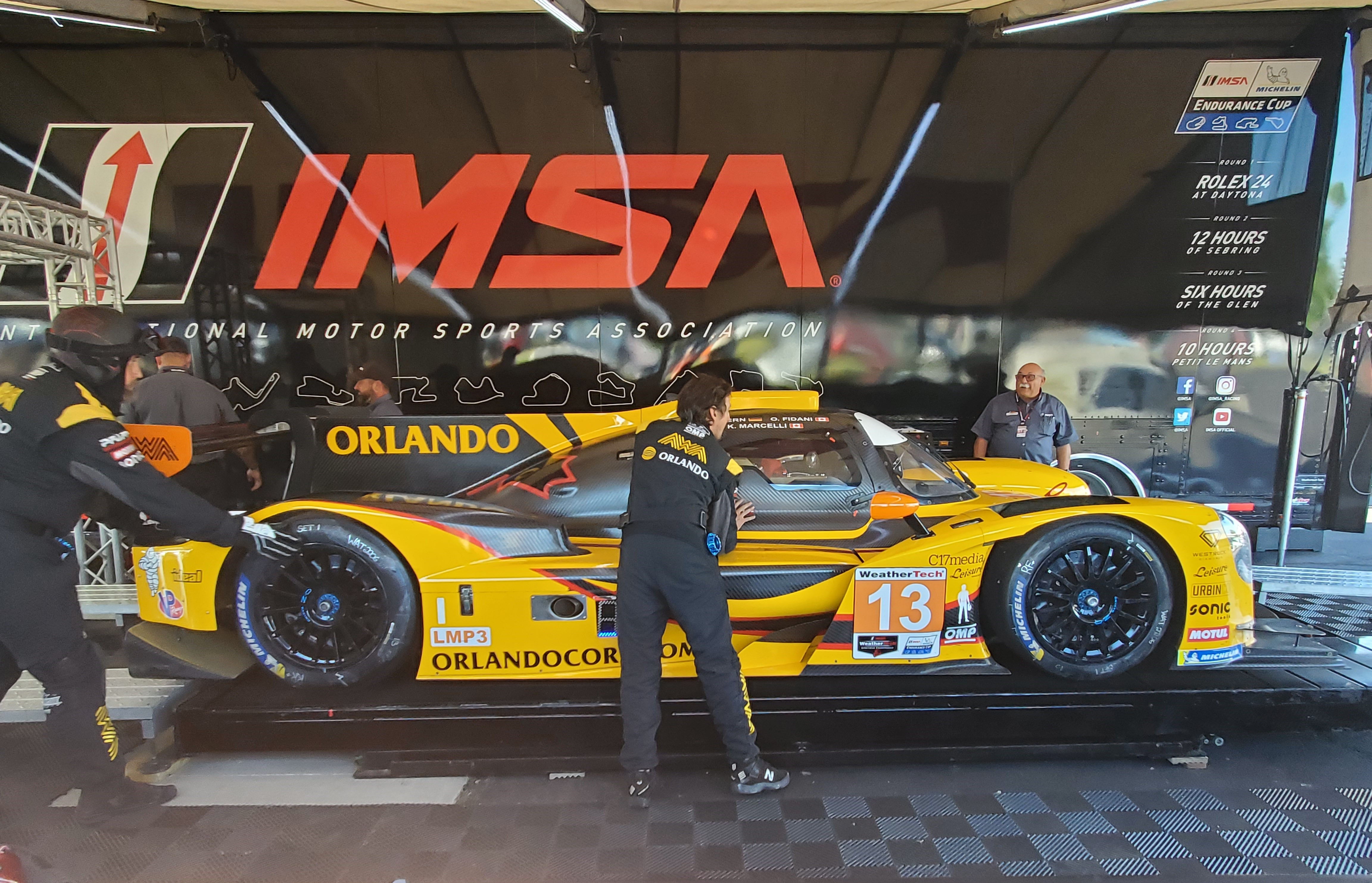
Der von Lars Kern gefahrene Duqueine D-08 2022

Lars Kern (* 18. November 1987) ist ein deutscher Test- und Entwicklungsfahrer des Sportwagenherstellers Porsche, der für die Marke ebenfalls an diversen Rennveranstaltungen teilnimmt.

## Werdegang im Motorsport
Seine ersten Erfolge feierte Lars Kern im Jahre 2005, als er Automobil-Slalomrennen für den MSC Mühlacker gewinnen konnte. Zwei Jahre später schloss er die Transsibirien-Rallye von Moskau in die Mongolei als Gesamtvierter ab. Im Folgejahr beendete er das Langstreckenrennen von technischen Defekten geplagt auf dem 17. Gesamtrang.
2010 bestritt Kern zwei Rennen in der ADAC GT Masters und wurde Klassensieger des Porsche Super Sports Cup in der Klasse 5c. Er startete dabei für sein eigenes Team JoLa Competition, welches er im Folgejahr als Teamchef betreute. Seinen Fahrerplatz nahm dafür Wendelin Wiedeking jr. ein.
Sein erstes Rennen in der VLN Langstreckenmeisterschaft bestritt er am 2. April 2016 bei der 62. ADAC Westfalenfahrt auf einem BMW 325i in der seriennahen Klasse V4. Sein erster Einsatz auf Porsche im Langstreckenpokal folgte kurz darauf am 30. April auf einem von Manthey-Racing eingesetzten Porsche Cayman GT4 CS. Vier Wochen später folgte das Debüt beim 24h-Rennen auf dem Nürburgring, in welchem er gemeinsam mit Christoph Breuer und Christian Gebhardt den Klassensieg in der SP-X (Gesamtrang 23) einfahren konnte.
Bei seinem ersten Einsatz auf einem GT3-Fahrzeug im April 2017 gelang Kern auf Anhieb ein Sieg in der Pro-Am-Wertung. Seine Fahrerkollegen auf dem ebenfalls von Manthey eingesetzten Porsche 911 GT3 R waren Otto Klohs und Porsche Nachwuchsfahrer Mathieu Jaminet. Das 24h-Rennen im selben Jahr bestritt er erneut auf einem Porsche Cayman GT4 CS. Gemeinsam mit Christoph Breuer und Moritz Oberheim erzielte er den 27. Gesamtrang und Platz 2 in der Klasse SP-X mit vier Runden Rückstand auf den bis zu 40 Sekunden pro Runde schnelleren Scuderia Cameron Glickenhaus SCG003C.
Den ersten Gesamtsieg auf der Nürburgring-Nordschleife konnte Lars Kern beim neunten und letzten Lauf der VLN Langstreckenmeisterschaft-Saison 2017 feiern. Gemeinsam mit Werksfahrer Frédéric Makowiecki, welcher den 911 GT3 R am Samstagmorgen auf Startplatz 2 qualifizierte, konnte das vierstündige Rennen vor Konkurrenten von Mercedes-AMG und Audi gewonnen werden. Kerns erster VLN-Gesamtsieg war zugleich der insgesamt 50. seiner Einsatzmannschaft Manthey-Racing.
Im Januar 2018 erreichte der Manthey-Racing Porsche 991 GT3 R (Startnummer #12) mit Klohs/Kern/Jaminet/Müller den zweiten Gesamtrang beim 24-Stunden-Rennen von Dubai.
Die 46. Ausgabe des ADAC Zurich 24h-Rennens auf der Nürburgring-Nordschleife schloss Lars Kern gemeinsam mit Otto Klohs, Dennis Olsen und Philipp Frommenwiler mit sechs Runden Rückstand auf den siegreichen Manthey-Racing Porsche auf Gesamtrang 18 (Platz 17 in der Klasse SP9) ab.

## Statistik

### Erfolge
- 2010: Meister Porsche Super Sports Cup (Klasse 5c)[10]
- 2016: Klassensieg 24-Stunden-Rennen Nürburgring (Klasse SP-X)
- 2017: 2. Platz in der Klasse SP-X beim 24-Stunden-Rennen Nürburgring
- 2017: Rundenrekord für straßenzugelassene Fahrzeuge auf der Nürburgring-Nordschleife: 6:47,25 Minuten (Porsche 991 GT2 RS)
- 2017: Gesamtsieg 42. DMV Münsterlandpokal, VLN
- 2017: evo Magazine – Driver of the Year[11]
- 2018: 2. Platz beim 24-Stunden-Rennen von Dubai (Gesamt)
- 2018: Rundenrekord für straßenzugelassene Fahrzeuge auf der Nürburgring-Nordschleife: 6:40,3 Minuten (Porsche 991 GT2  RS / 991.2)
- 2021: Rundenrekord für straßenzugelassene Fahrzeuge auf der Nürburgring-Nordschleife: 6:38,8 Minuten (Porsche 911 GT2 RS MR / 991.2)
- 2024: Rundenrekord für straßenzugelassene Elektro-Fahrzeuge auf der Weathertech Raceway Laguna Seca: 1:27,87 Minuten (Porsche Taycan Turbo GT - Weissach Paket)[12][13][14][15][16]

### Le-Mans-Ergebnisse
| Jahr | Team       | Fahrzeug                     | Teamkollege | Teamkollege  | Platzierung | Ausfallgrund |
| ---- | ---------- | ---------------------------- | ----------- | ------------ | ----------- | ------------ |
| 2025 | AWA Racing | Chevrolet Corvette Z06 GT3.R | Orey Fidani | Matthew Bell | Rang 42     |              |

### Sebring-Ergebnisse
| Jahr | Team              | Fahrzeug                     | Teamkollege      | Teamkollege       | Platzierung             | Ausfallgrund |
| ---- | ----------------- | ---------------------------- | ---------------- | ----------------- | ----------------------- | ------------ |
| 2019 | Pfaff Motorsports | Porsche 911 GT3 R            | Scott Hargrove   | Zacharie Robichon | Rang 28                 |              |
| 2021 | Pfaff Motorsports | Porsche 911 GT3 R            | Laurens Vanthoor | Zacharie Robichon | Rang 18 und Klassensieg |              |
| 2022 | AWA               | Duqueine M30 - D08           | Orey Fidani      | Kuno Wittmer      | Rang 29                 |              |
| 2023 | AWA               | Duqueine M30 - D08           | Orey Fidani      | Matthew Bell      | Rang 10                 |              |
| 2024 | AWA               | Chevrolet Corvette Z06 GT3.R | Orey Fidani      | Matthew Bell      | Rang 37                 |              |
| 2025 | AWA               | Chevrolet Corvette Z06 GT3.R | Orey Fidani      | Matthew Bell      | Rang 38                 |              |

### Einzelergebnisse in der FIA-Langstrecken-Weltmeisterschaft
| Saison | Team       | Rennwagen                    | 1   | 2   | 3   | 4   | 5   | 6   | 7   | 8   |
| ------ | ---------- | ---------------------------- | --- | --- | --- | --- | --- | --- | --- | --- |
| 2025   | AWA Racing | Chevrolet Corvette Z06 GT3.R | KAT | IMO | SPA | LEM | SAO | AUS | FUJ | BAH |
| 2025   | AWA Racing | Chevrolet Corvette Z06 GT3.R | 42  |     |     |     |     |     |     |     |